# Спасители на плажа (филм)
„Спасители на плажа“ (на английски: Baywatch) е американска екшън комедия, режисирана от Сет Гордън. Филмът е базиран на телевизионния сериал със същото име. Сценаристи са Марк Суифт и Анд Деймиън Шанън, с участието на Дуейн Джонсън, Зак Ефрон, Приянка Чопра, Александра Дадарио, Кели Рорбах и Джон Бас.